# Emma åklagare
Emma åklagare är en svensk dramaserie från 1997 med Marika Lagercrantz i huvudrollen som åklagare Emma Derkert. Serien visades första gången på svenska TV 4. Regissörer var Daniel Alfredson, Pontus Klänge och Jon Lindström. Serien gick i repris 2003.

## Avsnitt
1. Människosmugglarna (1997-02-09)
2. Att korsa linjen (1997-02-16)
3. Mord eller självmord (1997-02-23)
4. Lockfågeln (1997-03-02)
5. Yrke: Prostituerad (1997-03-09)
6. Vem är skyldig? (1997-03-16)
7. Pappas flicka (1997-03-23)
8. Den svaga länken (1997-03-30)
9. Pappas pojke (1997-04-06)

## Rollistan
- Marika Lagercrantz - Emma Derkert
- Magnus Nilsson - Judge
- Marianne Hedengrahn - Lilly
- Yaba Holst - Regina
- Staffan Kihlbom - Julius
- Per Mattsson - Simon Derkert
- Harriet Andersson - Rebecka
- Polki Nordström - Daniel
- Ingvar Hirdwall - Ivan Josefsson
- Antonio Di Ponziano - Stefan Donati
- Philip Zandén - Max Holt
- Elisabet Svensson - Sirenen
- Bergljót Arnadóttir - Elisabeth Hansson
- Carl-Magnus Dellow - Welin
- Kim Sulocki - Carlo
- Erik Spangenberg - Remulus
- Marcelo V. Racana - Jaime
- Peter Andersson - Hans Rehnkvist, Carlos pappa
- Bo Widerberg - Jehovas Vittnen
- Karin Sjöberg - socialsekreterare
- Gunilla Norling - Gun Lycke
- Mats Huddén - Olof Lycke
- Marika Lindström - Domare
- Ingela Olsson - Mia Lundgren
- Anki Albertsson - Annika
- Anders Ahlbom - Ola Laurèn
- Anne-Li Norberg - Eva Laurèn
- Mats Bergman - Bergenstråhle
- Boman Oscarsson - Qvist
- Ann Petrén - Kerstin
- Carl-Axel Karlsson - Bergling
- Katarina Weidhagen van Hal - Carin Neimert.
- Louise Lönn - Sun Blomgren
- Kristian Ståhlgren - Göran
- Göran Berlander - Häktesvakt
- Fredrik Hammar - Hondaman
- Paula Mcmanus - Sara
- Lars Werner - Gubbe
- Maria Moosavi - Minoo
- Saeed Hoshidar - Taher
- Ali Reza Modjallal - Mohammed
- Khalid Salman - Hossein
- Björn Granath - Ian Hjelm
- Jan Nyman - Cederkvist
- Per Asplund - Janne
- Jessica Zandén - Helena de Witt
- Göran Ragnerstam - Rickard de Witt
- Thomas Roos - Granne
- Reuben Sallmander - Peter Wallberg
- Göran Gillinger - Stefan Lundberg
- Per Moberg - Jocke
- Eva Bysing - Lilian Bengtsson
- Fia Håkansson - Carina
- Börje Hansson - advokat Hansson
- Maria Weisby - Cecilia
- Mikael Nyqvist - Anders Häger
- Christer Söderlund - Bengt Lundin polisman
- Tova Magnusson-Norling - Anette
- Pontus Klänge - Pontus
- Harald Hamrell - Kjell Nygård
- Anna von Rosen - Granne

### Fotnoter
1. ↑  Emma åklagare, eftertexter.[källa från Wikidata]
2. ↑  ”Svensk mediedatabas”. http://smdb.kb.se/catalog/search?q=%22Emma+%C3%A5klagare%22&sort=OLDEST. Läst 30 mars 2011.